# Skrzynka (województwo zachodniopomorskie)
Skrzynka – wieś w Polsce położona w województwie zachodniopomorskim, w powiecie pyrzyckim, w gminie Lipiany.
| SIMC    | Nazwa     | Rodzaj     |
| ------- | --------- | ---------- |
| 0778389 | Sokolniki | przysiółek |

W latach 1975–1998 miejscowość położona była w województwie szczecińskim.

## Zabytki
- dwór, park dworski[7].